# まごころ (太田裕美のアルバム)
『まごころ』は、1975年2月1日にリリースされた太田裕美の1枚目のスタジオ・アルバム。発売元はCBSソニー。

## 解説
青春のひとこまを明るく歌う太田裕美のファースト・アルバム。デビュー曲「雨だれ」（1974年11月1日リリース）を含む全12曲を収録したさわやかなアルバム。

## 収録曲
- 全作詞：松本隆、作曲：筒美京平、編曲：萩田光雄（特記以外）

A面
1. 雨だれ
  - デビュー・シングルA面曲。
2. 幸福ゆき
  - 編曲：筒美京平
  - 当時ブームとなった「幸福駅ゆきの列車」を歌った曲[2]（幸福駅#「愛の国から幸福へ」ブームを参照）。
3. あなたに夢中
4. 雨の予感
5. ひとりごと
  - 作詞・作曲：太田裕美
6. 夏の扉

B面
1. やさしさを下さい
2. 心さわぎ
  - 編曲：筒美京平
3. グレー&ブルー
  - 作詞・作曲：太田裕美
4. ぬくもり
5. 白い季節
  - 編曲：筒美京平
  - シングル『雨だれ』B面曲。
6. 雨だれ（リプライズ）

## 発売履歴
| 発売日         | レーベル           | 規格         | 規格品番  | 備考                                                     |
| -------------- | ------------------ | ------------ | --------- | -------------------------------------------------------- |
| 1975年2月1日   | CBSソニー          | LP           | SOLL-119  |                                                          |
| 1975年2月1日   | アポロン           | CT           | KSA-1011  |                                                          |
| 1975年2月1日   | アポロン           | 8トラック    | GSA-1011  |                                                          |
| 1978年3月21日  | CBSソニー          | LP           | 25AH-416  |                                                          |
| 1991年5月15日  | ソニーミュージック | CD           | SRCL-1810 | CD選書。                                                 |
| 2015年11月12日 | ソニーミュージック | Blu-spec CD2 | DQCL-573  | 廃盤タイトル復刻サービス「オーダーメイドファクトリー」。 |